# 若林忠一
若林 忠一（わかばやし ちゅういち、1903年（明治36年）4月1日 - 1977年（昭和52年）5月28日）は、日本の農民運動家、政治家。長野県更埴市長。

## 経歴
長野県埴科郡屋代町（現千曲市）生まれ。旧制長野中学（現長野県長野高等学校）を中退し、独学で法政大学経済学部に進学し、在学中から社会主義運動に参加し、1924年（大正13年）中途退学して帰郷。
更級・埴科地方の自作・小作農民層の青年らを集めて「北信社会思想研究会」を立ち上げ、これに教員らが参加して、1925年（大正14年）政治研究会長野県評議会を組織し、幹事長となる。1926年（大正15年）労働農民党（労農党）に入党。1927年（昭和2年）屋代町に長野県小作組合連合会（日本農民組合長野県連合会）を組織し、その中心人物として県下の農民運動を主導した。1928年同党中央執行委員となるが、同年の三・一五事件で検挙された。1929年政獲同盟長野県支部の結成に参加し、労農党長野県連合会を結成し書記長となる。1930年全日本農民組合同盟（全農）全国会議常任全国委員として、各地の小作争議を指導した。1933年の二・四事件を契機に運動から離脱し、旧満州に渡り大連新聞社記者、満州日日新聞論説委員などを歴任する。
戦後は、林虎雄知事のもとで長野県農地委員会会長代理、同全国協議会副会長、都市計画長野地方審議会委員などを務めた。1949年（昭和24年）日本社会党長野県連合会副委員長、1953年（昭和28年）同県連書記長、中央委員となる。また1950年（昭和25年）日本農民組合（日農）長野県連委員長、1951年（昭和26年）同中央本部常任執行委員などを歴任した。1963年（昭和38年）7月、更埴市長に当選し1967年（昭和42年）7月まで1期在任。のち長野県議会議員。1975年（昭和50年）身障者施設「稲荷山太陽の園」初代園長となる。

## 著作
- 『県政十年の歩み』
- 若林忠一遺稿追悼誌刊行委員会編『若林忠一遺稿追悼誌』若林忠一遺稿追悼誌刊行委員会、1981年。